# Acín
Acín (auch Acín de Garcipollera) ist ein spanischer Ort in den Pyrenäen in der Provinz Huesca der Autonomen Gemeinschaft Aragonien. Acín de Garcipollera gehört seit 1961 zur Gemeinde Jaca. Das Dorf, das heute nicht mehr bewohnt ist, liegt auf 1021 Meter Höhe im Valle de la Garcipollera.

## Einwohnerentwicklung
1900   = 140
1910   = 133
1920   = 131
1930   = 138
1940   = 120
1950   = 95
1960   = 30

## Sehenswürdigkeiten

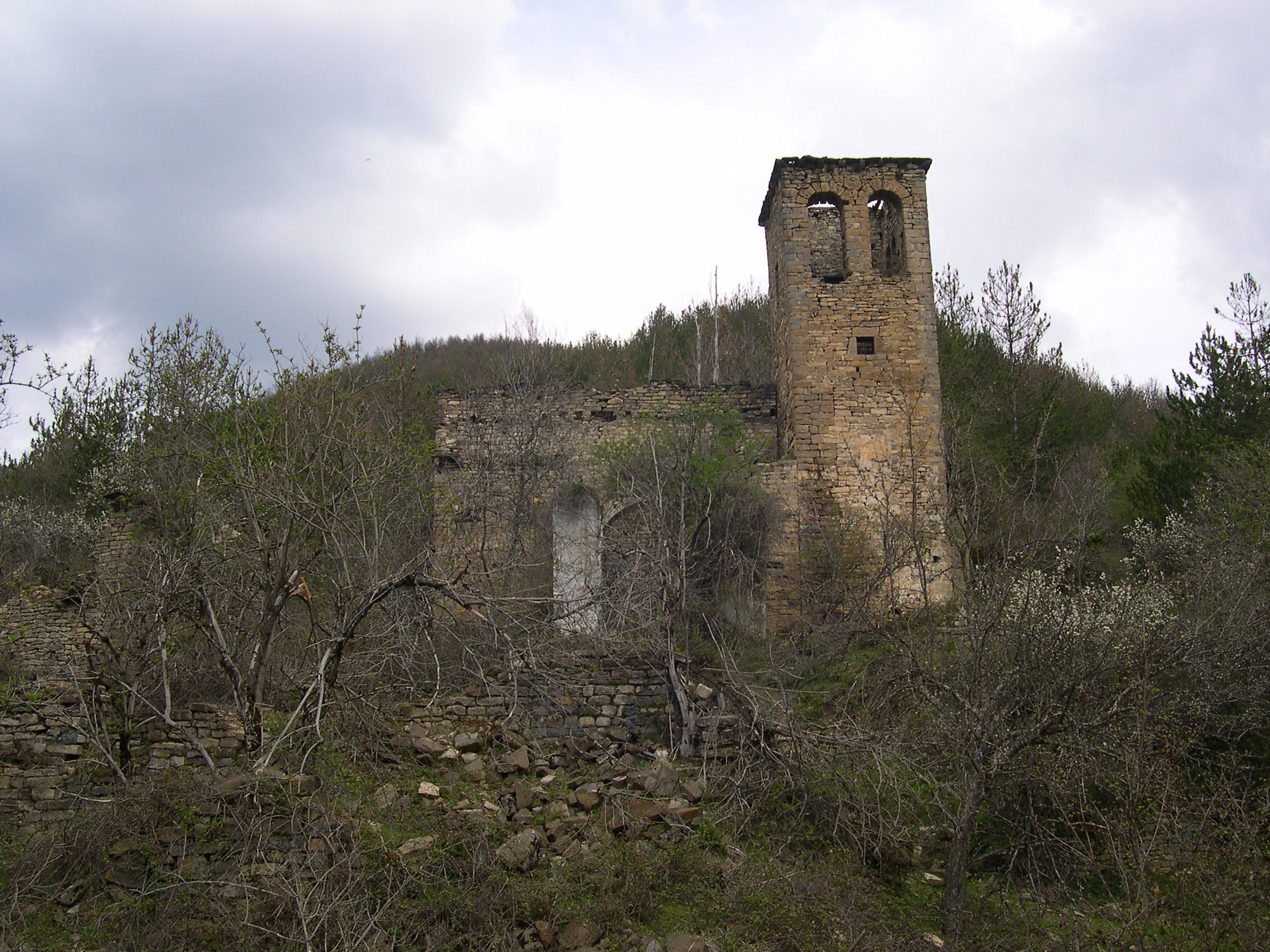
Kirche San Juan Bautista

- Pfarrkirche San Juan Bautista, mit romanischer Apsis (12./13. Jahrhundert)